# Aleksandr Riazancew (hokeista)
Aleksandr Władimirowicz Riazancew (ros. Александр Владимирович Рязанцев; ur. 15 marca 1980 w Moskwie) – rosyjski hokeista, reprezentant Rosji.

## Kariera klubowa
- Spartak Moskwa (1996–1998)
- SAK Moskwa (199&/1997)
- Spartak 2 Moskwa (1997–1998)
- Victoriaville Tigres (1998–1999)
- Hershey Bears (2000–2003)
- Milwaukee Admirals (2003)
- Łokomotiw Jarosław (2003–2005)
- Dinamo Moskwa (2005–2006)
- SKA Sankt Petersburg (2006–2008)
- Awangard Omsk (2008–2009)
- Witiaź Czechow (2009–2010)
- Awtomobilist Jekaterynburg (2010–2011)
- Saławat Jułajew Ufa (2011)
- Traktor Czelabińsk (2011–2012)
- Siewierstal Czerepowiec (2012–2013)
- Spartak Moskwa (2013)
- Dinamo Moskwa (2013-2014)
- Nieftiechimik Niżniekamsk (2014)
- Amur Chabarowsk (2014-2015)

Wychowanek Spartaka Moskwa. Od maja 2012 zawodnik Siewierstali Czerepowiec (podpisał dwuletni kontrakt). Od 2013, po piętnastu latach, ponownie zawodnik Spartaka (w drodze wymiany za Nikołaja Buszujewa, który z Moskwy trafił do poprzedniego klubu Riazancewa, Siewierstali). Od września 2013 zawodnik Dinama Moskwa. Od lipca 2014 zawodnik Nieftiechimika Niżniekamsk. Od października 2014 zawodnik Amuru.
Został rekordzistą na świecie pod względem szybkości lotu krążka po oddanym strzale. 28 stycznia 2012 podczas Meczu Gwiazd KHL (2011/2012) uzyskał wynik 183,67 km/h.
Uczestniczył w turniejach mistrzostw wiata do lat 17 edycji 1997, mistrzostw Europy juniorów do lat 18 edycji 1998, mistrzostw świata juniorów do lat 20 edycji 1999, 2000, mistrzostw świata edycji 2005.

## Sukcesy
Reprezentacyjne
- Brązowy medal mistrzostw Europy juniorów do lat 18: 1998
- Złoty medal mistrzostw świata juniorów do lat 20: 1999
- Srebrny medal mistrzostw świata juniorów do lat 20: 2000
- Brązowy medal mistrzostw świata: 2005

Klubowe
- Złoty medal mistrzostw Rosji /  Puchar Gagarina: 2011 z Saławatem Jułajew Ufa
- Brązowy medal mistrzostw Rosji: 2005 z Łokomotiwem, 2012 z Traktorem Czelabińsk

Indywidualne
- Mistrzostwa Świata Juniorów do lat 20 w 2000:
  - Skład gwiazd turnieju
  - Najlepszy obrońca turnieju
  - Pierwsze miejsce w klasyfikacji asystentów wśród obrońców: 6 asyst
- KHL (2010/2011):
  - Trzecie miejsce w klasyfikacji strzelców wśród obrońców w sezonie zasadniczym: 16 goli
- KHL (2011/2012):
  - Najlepszy obrońca miesiąca – listopad 2011
  - Mecz Gwiazd KHL: zwycięstwo w konkursie na najsilniejszy strzał[7]
  - Pierwsze miejsce w klasyfikacji strzelców wśród obrońców w sezonie zasadniczym: 18 goli
  - Trzecie miejsce w klasyfikacji kanadyjskiej wśród obrońców w sezonie zasadniczym: 36 punkty
  - Czwarte miejsce w klasyfikacji +/- w sezonie zasadniczym: +25
- KHL (2012/2013):
  - Mecz Gwiazd KHL[8]